# Isoetes toximontana
Isoetes toximontana är en kärlväxtart som beskrevs av L.J. Musselman och J.P. Roux. Isoetes toximontana ingår i släktet braxengräs, och familjen Isoetaceae. Inga underarter finns listade i Catalogue of Life.